# Subspecie nominată
Subspecia nominată, numită uneori rasa nominată, reprezintă denumirea unei subspecii compusă din trei termeni prin repetarea denumirii speciei originale. De ex. boicușul, denumirea latină a căruia este Remiz pendulinus, are 4 subspecii: Remiz pendulinus pendulinus, Remiz pendulinus menzbieri, Remiz pendulinus jaxarticus, Remiz pendulinus caspius, dintre aceste 4 subspecii subspecia nominată este Remiz pendulinus pendulinus, denumirea latină a căreia este formată din 3 cuvinte Remiz (genul) pendulinus (specia) pendulinus (subspecia), iar denumirea subspeciei este identică cu denumirea speciei. Alte ex. Hirundo rustica rustica este subspecia nominată a rândunicii, Canis lupus lupus este subspecia nominată a lupului. În trecut, subspecia nominată era considerată ca o subspecie "originală" sau tipică, iar toate celelalte forme sau subspecii erau tratate ca simple variații.